# Jan Vlk
Jan Vlk (9. července 1822 Telč, Rakouské císařství – 31. července 1896 Liliendorf, Rakousko-Uhersko) byl český právník, notář, buditel a básník.

## Životopis
Narodil se v Telči, studoval v Jihlavě, Brně a pak právnickou fakultu olomoucké univerzity. Během studií v Olomouci se začal podílet na českém vlasteneckém hnutí, podílel se na založení Slovanské lípy, prvního českého politického spolku na Moravě. Účastnil se také bojů v Praze během revolučního roku 1848. Po rozpuštění Slovanské lípy během Bachova absolutismu jeho vlastenecká a politická činnost na čas ustala.
Do roku 1850 působil jako právní koncipient u Aloise Pražáka v Brně. Po složení soudcovské zkoušky se stal auskultantem u soudu v Novém Jičíně, pak působil také v Hranicích, Těšíně, Varíně, Bratislavě, Zlatých Moravcích, Skalici a v Trenčíně. Po zrušení c. k. soudů v Uhrách byl v roce 1861 jmenován notářem ve Znojmě, kde u něj jako koncipient pracoval Jaroslav Palliardi.
V roce 1867 dvakrát neúspěšně kandidoval do Moravského zemského sněmu za venkovské obce Znojemska, ale pokaždé jej porazil Johann Fux.
Ve Znojmě začal působit jako národní buditel. V místním převážně německém prostředí prosazoval zájmy Čechů. V roce 1868, u příležitosti 70. narozenin Františka Palackého inicioval první moravský tábor lidu v Kravsku, první veřejné vystoupení Čechů na Znojemsku. Inicioval také vznik Vzájemné záložny, českého peněžního ústavu, a byl předsedou Znojemské matice školské. V roce 1870 stál u zrodu Besedy Znojemské, stal se jejím předsedou, kterým byl až do své smrti. V rámci Besedy působil jako herec a dramaturg, na divadlo přispíval i finančně.
Skladbě básní se začal věnovat v roce 1848. Psal milostnou lyriku s motivy národního obětování a nadšení. Jeho nejznámější báseň Přijde jaro, přijde byla později zhudebněna Arnoštem Förchtgottem. V letech 1852–1853 se poezii přestal věnovat a napsal dvě právnická díla. V Olomouci je po něm pojmenována ulice a ve Znojmě má na domě Beseda pamětní desku.
Zemřel 31. července 1896 v Liliendorfu u Vranova nad Dyjí. Jeho pohřeb na hřbitově ve Znojmě se stal manifestací místních Čechů.